# 八幡愛
八幡 愛（やはた あい、1987年〈昭和62年〉7月21日 - ）は、日本の政治家、タレント。れいわ新選組所属の衆議院議員（1期）。兵庫県姫路市出身。実母は尼崎市議会議員のやはたオカン（本名：八幡さゆり）。

## 来歴・人物
関西最大級のゲレンデ、ハチ高原スキー場・ハチ北スキー場のご当地アイドル『ハチ・ハチ北ガールズ』として活動。最年長ということからリーダーを務める。愛称は、あいねぇ。CDデビューを果たし、関西を中心にインストアライブなども行う。
2010年放送の「探偵!ナイトスクープ」(朝日放送)の、「25メートル泳げるようになりたい美女」という依頼で出演。たむらけんじ探偵。翌年の探偵!ナイトスクープ アカデミー大賞2011（2011年、朝日放送）主演女優賞受賞。
2012年7月、首相官邸前で行われた、脱原発デモの様子をリポーターとしてネット中継したことをきっかけに、リポーターとしての活動も始める。2015年3月より、竹内義和と共に「竹内＋愛のコードレスでいこか」をスタートさせ、政治、経済からエンターテイメントまで萎縮も自粛もしないを合言葉に、毎週水曜20時からネット生放送を行う。
2016年10月より、FMKOBE (76.1) エフエムムーブディスクジョッキーとしてデビュー。MOOVIP FRIDAY（毎週金曜、11時から生放送）を担当し、2020年10月卒業。ビートたけしのTVタックルスペシャルなどで盗聴ハンター愛としても活躍。探偵業も行っていた。
2018年、第9回・作田明賞優秀賞を受賞。2019年4月、早稲田大学人間科学部人間環境科学科eスクール（通信教育課程）へ入学。
2020年11月3日、第49回衆議院議員総選挙の大阪1区のれいわ新選組公認候補予定者になったと発表。その後、立憲民主党及び日本共産党との間での立候補者調整に伴い小選挙区での立候補を取りやめ比例近畿ブロックに一本化することとなった。選挙の結果、落選。グラビアアイドルとしての経歴（#Vシネマ・#DVD）があることから、「（間違ったことをしたわけでもないのに経歴や写真を）消した方がいい」と言われたことを受け、グラビア活動、ひいては水商売や性産業に携わる人たちをひとくくりに「不本意なことをやってきた」と受け取られる風潮を変えたいと述べている。
2021年12月22日、れいわ新選組より第26回参議院議員通常選挙の大阪選挙区公認候補予定者と発表された。2022年7月10日の投開票の結果、18人中7位で落選。
2023年7月14日、次期衆院選の大阪1区のれいわ新選組公認候補予定者と発表されたが、同年の10月29日の役員会で、大阪13区への変更が決まった。第50回衆議院議員総選挙が2024年10月27日に投開票された結果、大阪13区（小選挙区）では日本維新の会の岩谷良平（当選）、自由民主党の宗清皇一（落選）に次ぐ3位に終わったものの、重複立候補していた比例近畿ブロックにてれいわ新選組は2議席を獲得、同ブロックで大石晃子に次ぐ2位の惜敗率(28.138%)を記録した八幡は、初当選を果たした。

## 政策・主張

### 憲法
- 憲法改正について、2021年のアンケートで「どちらかと言えば反対」と回答[14]。2022年のNHKのアンケートで「反対」と回答[15]。
- 9条改憲について、2022年の毎日新聞社のアンケートで「反対」と回答[16]。9条への自衛隊の明記について、2022年のNHKのアンケートで「反対」と回答[15]。
- 憲法を改正し緊急事態条項を設けることについて、2021年の毎日新聞社、2022年のNHKのアンケートで「反対」と回答[17][15]。

### 外交・安全保障
- 「他国からの攻撃が予想される場合には敵基地攻撃もためらうべきではない」との問題提起に対し、2021年のアンケートで「反対」と回答[14]。敵基地攻撃能力を持つことについては2022年のNHKのアンケートで「反対」と回答[15]。
- 「北朝鮮に対しては対話よりも圧力を優先すべきだ」との問題提起に対し、2021年のアンケートで「反対」と回答[14]。
- 普天間基地の辺野古移設について、2021年のアンケートで「反対」と回答[14]。
- ロシアは2022年2月24日、ウクライナへの全面的な軍事侵攻を開始した[18]。日本政府が行ったロシアに対する制裁措置についてどう考えるかとの問いに対し、2022年のNHKのアンケートで「厳しすぎる」と回答[15]。
- 2022年6月7日、政府は経済財政運営の指針「骨太方針」を閣議決定した。NATO加盟国が国防費の目標としている「GDP比2％以上」が例示され、防衛力を5年以内に抜本的に強化する方針が明記された[19]。「防衛費を今後どうしていくべきだと考えるか」との問いに対し、2022年のNHKのアンケートで「今の程度でよい」と回答[15]。
- 徴用工訴訟問題や慰安婦問題などをめぐり日韓の対立が続くなか、関係改善についてどう考えるかとの問いに対し、2022年の毎日新聞社のアンケートで「互いに譲歩すべきだ」と回答[16]。

### ジェンダー
- 選択的夫婦別姓制度の導入について、2021年、2022年のアンケートで「賛成」と回答[14][15]。
- 同性婚を可能とする法改正について、2021年、2022年のアンケートで「賛成」と回答[14][15]。
- 「LGBTなど性的少数者をめぐる理解増進法案を早期に成立させるべきか」との問題提起に対し、2021年のアンケートで「賛成」と回答[14]。
- クオータ制の導入について、2022年のアンケートで「賛成」と回答[15]。

### その他
- 森友学園を巡る公文書改竄問題で、財務省が開示を拒んでいた「赤木ファイル」が2021年6月22日、大阪地裁の命令によって公開された[20]。国の対応をどう考えるかとの問いに対し、2021年の毎日新聞社のアンケートで「さらに調査や説明をすべきだ」と回答[17]。
- 「原子力発電への依存度について今後どうするべきか」との問題提起に対し、2022年のアンケートで「ゼロにすべき」と回答[15]。
- 統合型リゾート（IR）の大阪湾・夢洲への誘致について、2022年のアンケートで「反対」と回答[15]。
- 第26回参議院議員通常選挙では部落解放同盟全国連合会からの推薦を受けた[21]。
- 埼玉県が県営プールでの水着撮影会中止騒動の際には、撮影中止に抗議するグラビアアイドル側の声を支持し、「どんどんおかしな世の中になっている。ルールを守って開催されてきた水着撮影会において「性の商品化」「公共の福祉」などといった言葉が飛び出す。昨今の個人の表現や感性を萎縮させる流れは気持ちが悪いしとても恐ろしい。」と述べている[22]。X (ソーシャル・ネットワーキング・サービス)のスペースでは撮影会中止を支持する大石晃子と激論を交わしている。[23]

## 出演

### テレビ番組
- MUSIC EDGE + Osaka Style（2007年、毎日放送）
- 痛快!明石家電視台（2010年、毎日放送）
- 探偵!ナイトスクープ（2010年、朝日放送）『25メートル泳げるようになりたい美女』という依頼で出演。たむらけんじ探偵。
- 探偵!ナイトスクープ アカデミー大賞2011（2011年、朝日放送）主演女優賞受賞
- ホメられてノビるくん（2011年、フジテレビ系列）
- 全力教室（2013年、フジテレビ）
- ちちんぷいぷい（2014年、毎日放送）
- ケンコバのバコバコテレビ（2016年、サンテレビ）
- 発掘！ビットガールズ（2017年、東京MX）
- 今夜解禁!ザ・因縁（2017年、2019年、TBS）
- ビートたけしのTVタックルスペシャル

### ウェブ番組
- 2012年7月の脱原発首相官邸前抗議行動より、ジャーナリスト岩上安身が設立した、Ustreamを使用した報道チャンネル、インディペンデント・ウェブ・ジャーナル（略称：IWJ）でのリポーターを務める。
- デモクラTVの『山田厚史のホントの経済』アシスタント
- 勝谷誠彦×中川淳一郎のヘロヘロ時事放談第1回ゲストとして出演。
- 「竹内＋愛のコードレスでいこか」で竹内義和と共に、政治・経済からエンターテイメントまで毎週ネット配信を行う。
- 車椅子インフルエンサー中嶋涼子とのトップレス会議
- デモクラシータイムスの「八幡愛の大モンダイ!」
- エアレボリューション（YouTube、ニコニコ生放送）

### ラジオ
- エフエムムーブ 八幡愛のMOOVIP FRIDAY（毎週金曜、11時から生放送）
- 和歌山放送 大竹真一郎のきょうも胃ぃ腸し♪アシスタント

### 映画
- ヌイグルマーZ（2014）井口昇監督
- リップヴァンウィンクルの花嫁（2016）岩井俊二監督

### 舞台
- 〜西原理恵子演劇祭2013〜“STRAYDOG”公演「ぼくんち」演出 森岡利行

### 雑誌
- 週刊プレイボーイ リリー・フランキーの人生相談 シーズン2 vol.50（2012年、集英社）
  - 誌面上の写真はモザイクでの企画だったが、リリー・フランキーに会いたいがために一般応募で参加したところ、取材中、インタビュアーの吉田豪のリサーチにより芸能活動をしていることが発覚した。
- Ham World 連載

### Vシネマ
- 忍者旋風ONIGIRI（2008年、エミューエンタテイメント）

### DVD
- 愛人形 (ドール) 前編（2009年、アミューズメントヴィジョン）
- 愛人形 (ドール) 後編（2009年、アミューズメントヴィジョン）

### 音楽
- シングル『ゲレンデマジック』で2013年11月にCDデビュー。

### PV
- コンドルズ デビューシングル・真夏帝国（2006年、バップレコード）
- 平松愛理 シングル・いいんじゃない?（2012年、テイチクエンタテイメント）

### その他
- 兵庫県香美町観光大使 (2013)
- ハチ・ハチ北Girlsグランプリ BILLABONG賞 (2013)

## 選挙歴
| 当落 | 選挙                     | 執行日         | 年齢 | 選挙区           | 政党         | 得票数    | 得票率 | 定数 | 得票順位 /候補者数 | 政党内比例順位 /政党当選者数 |
| ---- | ------------------------ | -------------- | ---- | ---------------- | ------------ | --------- | ------ | ---- | ------------------ | ---------------------------- |
| 落   | 第49回衆議院議員総選挙   | 2021年10月31日 | 34   | 比例近畿ブロック | れいわ新選組 | ーー票    | ーー   | 28   | /                  | 6/1                          |
| 落   | 第26回参議院議員通常選挙 | 2022年07月10日 | 34   | 大阪府選挙区     | れいわ新選組 | 11万767票 | 2.96%  | 4    | 7/18               | /                            |
| 比当 | 第50回衆議院議員総選挙   | 2024年10月27日 | 37   | 大阪府第13区     | れいわ新選組 | 2万2482票 | 11.79% | 1    | 3/4                | 2/2                          |